# Основная кодировка
Основна́я кодиро́вка — основанная на CP437 кодовая страница, соответствующая рекомендациям Международной организации по стандартизации (ISO) по размещению букв национального алфавита в кодовой таблице (ISO 4873:1979). Разработана в паре с альтернативной кодировкой (с которой совпадает по набору символов) в середине 1980-х годов в Вычислительном центре Академии наук СССР, была названа и описана в статье в журнале «Микропроцессорные средства и системы». Использовалась мало (в феврале 1989 года только 7 % опрошенных советских пользователей IBM PC-совместимых ПК заявили, что используют её, против 85 % использующих альтернативную). Её поддерживало только оборудование и программное обеспечение, производившееся в СССР (ЕС ПЭВМ, Лексикон и др.), а также некоторые принтеры Epson.
Встречаются упоминания о том, что один из вариантов основной кодировки был стандартизован в ГОСТ 19768—87, но достоверных сведений о существовании такой редакции стандарта нет: ГОСТ 19768—74 действовал до 1 июля 1993 года и был заменён на ГОСТ Р 34.304—92, определяющий только кодовые страницы ДКОИ К1 и ДКОИ К2, основанные на EBCDIC. Вероятно, имеется в виду некое изменение к ГОСТ 19768—74, которое планировалось, но так и не было опубликовано (подобное в своё время произошло с ASA X3.4—1965, второй редакцией стандарта ASCII); также возможно, что это был черновой вариант стандарта, впоследствии ставшего ГОСТ Р 34.303—92.
Расположение русских букв (кроме заглавной Ё) в кодовой таблице основной кодировки легло в основу международного стандарта кодирования кириллицы ISO/IEC 8859-5, первая редакция которого (ISO/IEC 8859-5:1988) была опубликована в декабре 1988 года. В свою очередь, ГОСТ Р 34.303—92, действующий с 1 июля 1993 года, определяет кодировку КОИ-8 В1, основанную на ISO/IEC 8859-5:1988, и кодовые страницы КОИ-8 Н1 и КОИ-8 Н2, основанные на альтернативной кодировке. Несмотря на сходство названий, эти кодировки не имеют отношения к КОИ-8 по ГОСТ 19768—74, в настоящее время не определённой ни в одном из действующих стандартов.
Хотя оригинальная основная кодировка не была стандартизована ни в одном из когда-либо существовавших ГОСТов, её иногда называют «основной кодировкой ГОСТа» или «основной кодировкой ГОСТ». Данное ошибочное название закрепилось за ней из-за использования в одном из первых русскоязычных учебников по работе с IBM PC-совместимыми ПК, пользовавшемся популярностью в 1990-х годах — книге В. Э. Фигурнова «IBM PC для пользователя».

## Кодовая таблица
Нижняя половина (позиции 0x00—0x7F) кодовой таблицы не показана, поскольку она полностью совпадает с CP437 (ASCII). Числа под символами обозначают их шестнадцатеричный код в Юникоде.
|    | .0     | .1     | .2      | .3      | .4      | .5      | .6     | .7     | .8     | .9     | .A     | .B     | .C     | .D     | .E     | .F        |
| 8. | ⁠╧ 2567 | ⁠╨ 2568 | ⁠╤ 2564  | ⁠╡ 2561  | ⁠╢ 2562  | ⁠╖ 2556  | ⁠╕ 2555 | ⁠╥ 2565 | ⁠╙ 2559 | ⁠╘ 2558 | ⁠╒ 2552 | ⁠╜ 255C | ⁠╛ 255B | ⁠╞ 255E | ⁠╟ 255F | ⁠╓ 2553    |
| 9. | ⁠╔ 2554 | ⁠╗ 2557 | ⁠╝ 255D  | ⁠╚ 255A  | ⁠═ 2550  | ⁠║ 2551  | ⁠╦ 2566 | ⁠╣ 2563 | ⁠╩ 2569 | ⁠╠ 2560 | ⁠╬ 256C | ⁠░ 2591 | ⁠▒ 2592 | ⁠▓ 2593 | ⁠╫ 256B | ⁠╪ 256A    |
| A. | ⁠┌ 250C | ⁠┐ 2510 | ⁠┘ 2518  | ⁠└ 2514  | ⁠─ 2500  | ⁠│ 2502  | ⁠┬ 252C | ⁠┤ 2524 | ⁠┴ 2534 | ⁠├ 251C | ⁠┼ 253C | ⁠█ 2588 | ⁠▄ 2584 | ⁠▌ 258C | ⁠▐ 2590 | ⁠▀ 2580    |
| B. | ⁠А 0410 | ⁠Б 0411 | ⁠В 0412  | ⁠Г 0413  | ⁠Д 0414  | ⁠Е 0415  | ⁠Ж 0416 | ⁠З 0417 | ⁠И 0418 | ⁠Й 0419 | ⁠К 041A | ⁠Л 041B | ⁠М 041C | ⁠Н 041D | ⁠О 041E | ⁠П 041F    |
| C. | ⁠Р 0420 | ⁠С 0421 | ⁠Т 0422  | ⁠У 0423  | ⁠Ф 0424  | ⁠Х 0425  | ⁠Ц 0426 | ⁠Ч 0427 | ⁠Ш 0428 | ⁠Щ 0429 | ⁠Ъ 042A | ⁠Ы 042B | ⁠Ь 042C | ⁠Э 042D | ⁠Ю 042E | ⁠Я 042F    |
| D. | ⁠а 0430 | ⁠б 0431 | ⁠в 0432  | ⁠г 0433  | ⁠д 0434  | ⁠е 0435  | ⁠ж 0436 | ⁠з 0437 | ⁠и 0438 | ⁠й 0439 | ⁠к 043A | ⁠л 043B | ⁠м 043C | ⁠н 043D | ⁠о 043E | ⁠п 043F    |
| E. | ⁠р 0440 | ⁠с 0441 | ⁠т 0442  | ⁠у 0443  | ⁠ф 0444  | ⁠х 0445  | ⁠ц 0446 | ⁠ч 0447 | ⁠ш 0448 | ⁠щ 0449 | ⁠ъ 044A | ⁠ы 044B | ⁠ь 044C | ⁠э 044D | ⁠ю 044E | ⁠я 044F    |
| F. | ⁠Ё 0401 | ⁠ё 0451 | ⁠🮣 1FBA3 | ⁠🮢 1FBA2 | ⁠🮠 1FBA0 | ⁠🮡 1FBA1 | ⁠→ 2192 | ⁠← 2190 | ⁠↓ 2193 | ⁠↑ 2191 | ⁠÷ 00F7 | ⁠± 00B1 | ⁠№ 2116 | ⁠¤ 00A4 | ⁠■ 25A0 | ⁠NBSP 00A0 |

### Комментарии
1. ↑  Часть рамки, соединяющая центральные точки нижней и правой сторон знакоместа.
2. ↑  Часть рамки, соединяющая центральные точки нижней и левой сторон знакоместа.
3. ↑  Часть рамки, соединяющая центральные точки верхней и левой сторон знакоместа.
4. ↑  Часть рамки, соединяющая центральные точки верхней и правой сторон знакоместа.